# Boussac (Aveyron)
Boussac é uma comuna francesa na região administrativa de Occitânia, no departamento de Aveyron. Estende-se por uma área de 17,92 km². Em 2010 a comuna tinha 604 habitantes (densidade: 33,7 hab./km²).